# Повиљио (Ређо Емилија)
Повиљио (итал. Poviglio) је насеље у Италији у округу Ређо Емилија, региону Емилија-Ромања.
Према процени из 2011. у насељу је живело 4735 становника. Насеље се налази на надморској висини од 31 м.

## Становништво
Према резултатима пописа становништва 2011. у општини је живело 7.045 становника.
| 1931. | 1936. | 1951. | 1961. | 1971. | 1981. | 1991. | 2001. | 2011. |
| ----- | ----- | ----- | ----- | ----- | ----- | ----- | ----- | ----- |
| 6.364 | 6.552 | 6.273 | 5.961 | 6.195 | 6.274 | 6.347 | 6.522 | 7.045 |

## Партнерски градови
- Plédran